# First Division 1924/1925
Třicátý třetí ročník First Division (1. anglické fotbalové ligy) se konal od 30. srpna 1924 do 2. května 1925.
Hrálo se opět s 22 kluby. Sezonu vyhrál podruhé za sebou Huddersfield Town, který vyhrál o dva body před druhým West Bromwich Albion. Nejlepším střelcem se stal hráč Manchester City Frank Roberts který vstřelil 31 branek.